# وانغ جون (سياسي)
وانغ جون (بالصينية: 王君) هو سياسي صيني، ولد في 26 مارس 1952 في داتونغ في الصين. حزبياً، نشط في الحزب الشيوعي الصيني. وقد انتخب عضو مجلس الشعب الصيني ‏ خلال فترته النيابية ‏.